# 1995년
1995년은 일요일로 시작하는 평년이다.

## 사건
- 1월 1일
  - 스웨덴, 오스트리아, 핀란드가 유럽 연합(EU)에 가입하다.
  - 세계무역기구(WTO)가 발족하였다.
- 1월 6일 - 보진카 계획이 발견되다.
- 1월 8일 - 대한민국에서 개인정보보호법(개인정보보호에 관한 법률)이 시행되다.
- 1월 17일 - 일본 한신·아와지 대지진(6,434명 사망, 43,792명 부상, 3명 행방 불명) 발생.
- 3월 20일 - 옴진리교가 일본 도쿄 지하철에 사린 가스를 살포하다.(도쿄 지하철 사린 사건) 12명이 사망하였고, 5000여 명이 중독되었다.
- 3월 30일 - 김종필, 자유민주연합을 창당하다.
- 4월 13일 - 대한민국과 이집트가 대사급으로 격상된 외교관계를 맺고 정식으로 수교하다.
- 4월 17일 - 청일 전쟁 종전 100주년.
- 4월 19일 - 미국 오클라호마주에서 폭탄 테러가 발생하다. 168명이 사망하였고, 680명 이상의 사람들이 부상을 입었다.
- 4월 28일 - 대구 상인동 가스 폭발 사고로 101명이 사망하다.
- 5월 - 중화인민공화국 산서성에서 장평 대전 당시 생매장된 유해들이 대거 발굴되다.
- 5월 11일 - 핵확산 방지조약이 무기한으로 연장되다.
- 5월 27일 - 대법원이 지존파 일당 6명에 대한 사형을 최종 확정하다.
- 5월 30일 - 황해(서해)의 해상에서 대한민국 어선 우성호가 인천항에 귀항 중, 조선인민군 해군의 함정의 총격을 받고, 조선민주주의인민공화국으로 납치되었다.
- 6월 27일 - 지방의회 의원 및 지방자치단체의 장을 선출하는 제1회 전국동시지방선거가 실시되다.
- 6월 29일 - 삼풍백화점 붕괴 사고로 인해 502명의 사망자와 937명의 부상자가 발생하다.
- 7월 17일 - 미국 우주비행사 거주 및 작업공간인 Spektr이 우주정거장의 로봇 팔에 의해 모듈의 위치가 변경되다.
- 7월 18일 - 대한민국 검찰이 지난 5·18 광주 민주화 운동과 5·18 관련자들에 대해 공소권 없음 결정을 내렸다.
- 7월 23일 - 씨프린스호가 제3호 태풍 페이에 휩쓸려 좌초되어 총 99000톤의 기름이 유출되었다.
- 7월 24일 - 대한민국, 태풍 재니스 상륙. 28일까지 지속되다.
- 8월 4일 - 대한민국, 정보화촉진기본법을 공포하다.
- 8월 5일 - 미국과 베트남이 재수교하다.
- 8월 15일 - 광복 50주년을 맞이하여 옛 조선 총독부 첨탑을 제거함으로 청사를 철거하기 시작하였다.
- 8월 21일 - 경기도 용인군 경기여자기술학원 기숙사 방화로 37명이 사망하고 16명이 부상당하다.
- 8월 24일 - 윈도우 95가 출시되었다.
- 9월 5일 - 김대중, 새정치국민회의 창당하다.
- 9월 8일 - 유고슬라비아 전쟁 당사자들, 제네바 평화 협상에서 보스니아 평화 원칙에 합의하다.
- 9월 19일 - 워싱턴 포스트와 뉴욕 타임즈가 《유나바머 선언》을 싣다.
- 10월 2일 - 미국 미식축구 선수 O. J. 심슨 무죄 평결 석방되다.
- 10월 6일 - 네이처 지에 페가수스자리 51번 별을 도는 행성 발견에 대한 기사가 실리다.
- 10월 8일 - 을미사변 100주년.
- 10월 24일 - 충청남도 부여군에서 두 명의 무장 공비가 발견되어 교전 끝에 한 명을 사살하고 한 명을 생포하다.
- 10월 27일 - 노태우 전 대통령, 연희동 자택에서 비자금 사건과 관련한 대국민 사과문을 발표하다.
- 10월 28일 - 대구시민운동장에서 열렸던 《젊음의 삐삐 012 콘서트》 현장에서 1만여 명의 관객이 한꺼번에 입장하려다 8명이 부상을 입었다.
- 11월 2일 - 지존파 일당과 온보현 등 흉악범 19명에 대한 사형이 집행되었다.
- 11월 4일 - 텔아비브에서 이스라엘 수상 이츠하크 라빈이 암살당하다.
- 11월 6일 - 조선 중종 때 정온의 시신, 파주군에서 미라로 발견되다.
- 11월 12일 - 크로아티아 전쟁 종전.
- 11월 16일 - 노태우 전 대통령, 재임 당시 5,000억원의 비자금을 조성하고 기업체들로부터 뇌물을 받은 혐의로 구속 수감되다. 헌정 사상 전직 대통령이 구속된 것은 광복 이후 처음이다.
- 12월 3일 - 전두환 전 대통령, 12·12 사태와 5·18 광주 민주화 운동 유혈 진압을 주도한 혐의로 구속 수감되다.
- 12월 6일 - 민주자유당이 신한국당으로 출범하다.
- 12월 12일 - 대동여지도 목판본이 발견되다.
- 12월 14일 - 보스니아 전쟁이 종전되다.
- 12월 20일 - 아메리칸 항공 965편 추락 사고 발생.

## 문화
- 1월 1일
  - 대한민국에서 행정 구역 체계의 개편이 이루어져 직할시가 광역시로 개편되고 전국단위의 도농통합으로 창원시 등 도농복합시들이 출범하다.
  - 키리바시가 표준 시간대를 UTC-11:00와 UTC-10:00에서 UTC+13:00과 UTC+14:00로 24시간 앞당기면서 1994년 12월 31일을 없앴다.
- 1월 8일 - NHK의 드라마 8대 장군 요시무네 방송 개시(~12월 10일)
- 1월 9일 - SBS TV 모래시계 방송 시작.
- 2월 1일 - 부산불교방송 개국.
- 2월 15일 - 대한민국, 러시아, 일본을 연결하는 국제 해저 광케이블이 개통되다.
- 3월 1일
  - 대한민국의 매일경제TV MBN, 중앙방송, YTN, GMB, 대농방송, Q채널(現 JTBC2), KM, KTV 국민방송, 가톨릭평화방송, BTN불교TV, CMTV, Mnet, KMTV, DCN(現 OCN), 캐치원(現 캐치온)등의 케이블 TV 방송국들이 개국하였다.
  - 광주불교방송 개국.
  - 서울시 구로구의 남동부와 경기도 광명시의 일부 지역이 합쳐져 금천구로 분리독립했다.
  - 특별시·광역시·도 행정구역 경계가 조정되고 특별시·광역시의 일부 자치구들이 분구되다.
- 3월 2일 - 현대자동차에서 마르샤가 출시되었다(시판은 같은 달 3일).
- 3월 16일 - 현대자동차에서 아반떼가 출시되었다.(시판은 같은 달 17일)
- 3월 29일 - SBS 강릉지국 개소.
- 4월 1일 - 대한민국, 중앙일보 조간화 발행
- 4월 3일 - KBS 제2FM 볼륨을 높여요 첫방송.
- 4월 5일 - 일본에서 웨딩피치를 방영하였다.
- 4월 8일 - 일본에서 몬타나존스의 방송이 종영되었다.
- 4월 10일 - 대한민국 충청북도 청주시 흥덕구(현 서원구) 사직동에서 청주예술의전당이 준공 및 개관했다.
- 4월 15일 - 삼성 라이온즈의 이승엽이 잠실 야구장에서 LG 트윈스와의 경기에서 처음으로 선발 출전하다.
- 4월 28일
  - 쌍용자동차에서 이스타나가 출시되었다.(시판은 7월)
  - 운전면허시험장에서 운전면허학과시험을 20문제에서 40문제가 바뀐다고 했고, 운전면허학과시험을 2배로 늘려서 40문제(1종: 80점 이상, 2종: 70점 이상)로 변경되었다.
- 5월 2일 - 운전면허학과시험이 20문제에서 40문제(1종: 80점 이상, 2종: 70점 이상)로 바뀌었다.
- 5월 10일 - 김해시 등 시군 통합되어 도농복합시들이 출범하다.
- 5월 14일 - 대한민국에서 SBS의 1차 지역 민방 네트워크 가맹국인 부산방송(PSB), 광주방송(kbc), 대전방송(TJB) 개국하였다.
- 5월 30일 - 윈도우 NT 3.51이 출시되다.
- 5월 31일 - 이슬람력 설날.
- 6월 20일 - 기아자동차에서 크레도스가 시판되었다.
- 8월 5일 -
  - 대한민국 최초의 통신위성 무궁화 1호, 미국 케이프커내버럴 기지에서 발사 성공하다.
  - 이준 열사 기념관 개관.
- 8월 11일 - 대한민국 광복 50주년 맞아 이듬해인 1996년 3월 1일 '국민학교'에서 '초등학교'로 명칭을 변경하기로 발표하다.
- 8월 15일 - 대한민국, 옛 조선총독부 건물 철거 공사를 시작하다.
- 8월 18일 - 대한민국 문화방송 위성방송사업단이 발족하다.
- 8월 24일 - 마이크로소프트, 윈도우 95를 출시하다.
- 8월 25일 - 세계평화통일가정연합, 서울 잠실올림픽주경기장에서 36만쌍 축복결혼식을 함.
- 8월 29일 - 대한민국, 중앙고속도로, 칠곡-안동, 제천-원주, 홍천-춘천간 2차로 개통함.
- 9월 4일 - KBS 1TV, KBS 2TV, MBC TV, SBS TV, 4개 채널을 평일 방송시간을 오후 17시 30분에서 밤 0시까지 오후 17시로 변경이 되었고, 평일 오후 방송시간을 오후 17시부터 새벽 1시로 변경되었다.
- 9월 6일 - 볼티모어 오리올스의 유격수 칼 립켄 주니어가 2,131번째 경기에 출장하면서 루 게릭이 가지고 있던 메이저 리그 베이스볼 연속 경기 출장 기록을 깨다.
- 9월 20일 - 제1회 광주비엔날레 개막. (~ 11월 20일)
- 9월 22일 - 중앙일보 가로쓰기 발행 시작.
- 10월 4일 - 애니메이션 신세기 에반게리온 시리즈 방영을 개시하다. (~1996년 3월 27일)
- 10월 17일 - SBS 프로덕션 홍진경의 글자놀이/숫자놀이가 출시되다.
- 10월 22일 - KBO 리그 KBO 한국시리즈 7차전에서 OB 베어스가 롯데 자이언츠를 4대 2로 꺾고 시리즈 전적 4승 3패로 1982년 이후 13년만에 통산 2번째 우승을 달성하였다.
- 11월 7일 - V-리그 대전 삼성화재 블루팡스 창단
- 11월 9일 - 마카오 국제공항 개항.
- 11월 11일 - 전국민주노동조합총연맹 창립.
- 11월 13일 - 기아자동차에서 프레지오가 시판되었다.
- 11월 15일 - 수도권 전철 5호선 강동구간 왕십리~상일동 구간이 개통되었다.
- 11월 22일 - 대한민국, 1996학년도 대학수학능력시험을 실시하다.
- 11월 22일 - 영화 토이 스토리가 개봉되다.
- 12월 1일 - 대한민국 투니버스, 바둑TV, KCTS(現CTS기독교TV), A&C코오롱(現 K-STAR) 등 4개의 케이블 TV 채널이 개국되었다.
- 12월 10일 - 국내 최초의 다채널 사업자였던 온미디어가 설립되다.
- 12월 15일 - 수원 삼성 블루윙즈가 K리그 제9구단으로 창단하다.
- 12월 15일 - 대한민국의 CBS 음악FM 개국. (주파수 93.9 MHz, 7㎾)
- 12월 18일 - 제2경인고속도로 광명 나들목 ~ 석수 나들목 (5.39 km) 구간 개통
- 12월 20일 - KBS 제3라디오인 사랑의 소리방송을 KBS 라디오채널을 개국하다.
- 12월 23일 - 현대정공(현대모비스의 전신)에서 싼타모가 시판되었다.
- 12월 28일 - 제2경인고속도로 석수 나들목 ~ 삼막 나들목 (1.22 km) 구간 개통
- 12월 31일 - 수인선 협궤열차가 마지막 운행을 끝으로 운행중지 되었다. 이후 복선전철 완전 개통시까지 16~24년 동안 운행이 중단되었다.
- 날짜미상
  - USL 프리미어 디벨로프먼트 리그의 첫 시즌이 시작되었다.
  - 미국 전역에 유연 휘발유 사용이 금지되었다.

## 탄생

### 1월
- 1월 1일
  - 대한민국의 전직 스타크래프트 프로게이머 윤영서.
  - 대한민국의 요리사 나폴리 맛피아.
  - 미국의 가수, 배우, 작곡가, 작사가, 유튜버 파피.
  - 이란의 축구 선수 사르다르 아즈문.
  - 스위스의 축구 선수 플로리야나 이스마일리.
- 1월 2일 - 대한민국의 희극인 임슬기.
- 1월 3일
  - 대한민국의 가수, 배우 김설현 (AOA).
  - 대한민국의 가수 지수 (블랙핑크).
  - 일본의 배우 시오노 아키하사.
- 1월 4일
  - 미국의 배우 매디 해슨.
  - 대한민국의 래퍼 비바.
  - 대한민국의 배우 이혜린.
- 1월 5일 - 대한민국의 바둑 기사 양우석.
- 1월 6일 - 미국의 발레단 미켈라 드프린스. (~2024년)
- 1월 7일
  - 대한민국의 배우 오진석.
  - 대한민국의 유튜버 잼미님. (~2022년)
  - 대한민국의 배우 홍서영.
- 1월 8일
  - 대한민국의 리그 오브 레전드 프로게이머 미스틱.
  - 미국의 가수, 배우 라이언 데스티니.
- 1월 9일
  - 대한민국의 배우 하승리.
  - 미국의 배우 니컬라 펠츠.
  - 멕시코의 축구 선수 카를라 파올라 니에토.
  - 대한민국의 인터넷 방송인 뜨뜨뜨뜨.
  - 대한민국의 인터넷 방송인 또니.
  - 대한민국의 배구 선수 이고은.
  - 대한민국의 축구 선수 김상근.
- 1월 10일
  - 일본의 가수 켄타 (JBJ).
  - 대한민국의 뮤지컬 배우 박규연.
- 1월 11일 - 대한민국의 축구 선수 김종석.
- 1월 12일
  - 대한민국의 사회운동가, 정치인 손솔.
  - 이탈리아의 축구 선수 알레시오 로마뇰리.
- 1월 13일
  - 대한민국의 가수 승준 (온앤오프).
  - 대한민국의 유튜버 태경.
- 1월 14일 - 대한민국의 가수 태영 (블랙식스).
- 1월 15일
  - 대한민국의 전 리그 오브 레전드 프로게이머 리라.
  - 대한민국의 기계체조 선수 허선미.
  - 대한민국의 전 야구 선수 이재근.
- 1월 16일
  - 일본의 축구 선수 미나미노 타쿠미.
  - 대한민국의 모델 심소영.
  - 대한민국의 펜싱 선수 이혜인.
- 1월 17일 - 네덜란드의 축구 선수 도미니크 얀선.
- 1월 18일
  - 대한민국의 가수 나상현.
  - 중화민국의 배드민턴 선수 왕치린.
- 1월 19일 - 대한민국의 인터넷 방송인 이루리.
- 1월 20일
  - 대한민국의 가수 소희 (네이처).
  - 우루콰이의 축구 선수 호세 마리아 히메네스.
  - 잉글랜드의 축구 선수 캘럼 체임버스.
  - 미국의 힙합 가수 조이 배드애스.
  - 대한민국의 가수 겸 배우 이수웅.
- 1월 21일
  - 대한민국의 배우 최아라.
  - 대한민국의 농구 선수 박지훈.
- 1월 22일 - 대한민국의 전 가수 진이.
- 1월 23일
  - 대한민국의 가수 와이엇 (온앤오프).
  - 대한민국의 가수 조용근 (D1CE).
  - 대한민국의 전 가수, 배우 이화겸.
  - 대한민국의 수영 선수 이주호.
- 1월 24일 - 대한민국의 기타리스트 강신혁.
- 1월 25일
  - 대한민국의 골퍼 박지연.
  - 인도의 필드하키 선수 만디프 싱.
  - 일본의 배우, 댄서 사토 타이키.
- 1월 26일
  - 중국의 가수 선의 (우주소녀).
  - 러시아의 레슬링 선수 세르게이 세묘노프.
- 1월 27일 - 대한민국의 프로레슬링 선수 정서연.
- 1월 28일 - 일본의 아이돌 니시무라 호노카.
- 1월 29일
  - 대한민국의 전직 리그 오브 레전드 프로게이머 카린.
  - 대한민국의 전 야구 선수 원혁재.
- 1월 30일
  - 대한민국의 바둑 기사 나현.
  - 일본의 아이돌 이와사 미사키. (AKB48)
- 1월 31일
  - 대한민국의 축구 선수 김명진.
  - 일본의 성우 쿠보타 미유.

### 2월
- 2월 1일 - 독일의 배우 파울라 베어.
- 2월 2일
  - 폴란드의 축구 선수 카롤 리네티.
  - 대한민국의 치어리더 이다영.
  - 대한민국의 뮤지컬 배우 김재현.
  - 캐나다의 보디빌딩 선수 크리스 범스테드.
- 2월 3일 - 일본의 배우 츠치야 타오.
- 2월 4일
  - 대한민국의 야구 선수 문용익.
  - 일본의 축구 선수 다무라 쇼타.
- 2월 5일
  - 대한민국의 전 리그 오브 레전드 프로게이머 엘라.
  - 벨기에의 축구 선수 아드난 야누자이.
  - 조지아의 유도 선수 구람 투시슈빌리.
  - 태국의 배드민턴 선수 랏차녹 인타논.
- 2월 6일
  - 대한민국의 가수 종업 (B.A.P).
  - 대한민국의 쌍둥이 가수 진, 빈 (MVP).
  - 대한민국의 역도 선수 김수현.
  - 일본의 축구 선수 니키 하프나.
- 2월 7일 - 대한민국의 가수 김바울.
- 2월 8일
  - 대한민국의 가수 송윤형 (iKON).
  - 독일의 축구 선수 요주아 키미히.
  - 대한민국의 야구 선수 이승민.
  - 대한민국의 아나운서, 게임캐스터 최시은.
- 2월 9일
  - 미국의 가수 쟈니 (NCT).
  - 대한민국의 배구 선수 고유민. (~2020년)
- 2월 10일
  - 대한민국의 배우 지하윤.
  - 대한민국의 배구 선수 이민욱.
  - 대한민국의 테니스 선수 최지희.
  - 대한민국의 성우 임혁.
  - 일본의 배우 나오.
  - 일본의 배우 카와구치 하루나.
  - 기니의 축구 선수 나뷔 케이타.
- 2월 11일
  - 슬로바키아의 축구 선수 밀란 슈크리니아르.
  - 네델란드의 축구 선수 릭 카르스도르프.
  - 일본의 아이돌 에구치 아이미. (AKB48)
- 2월 12일
  - 대한민국의 전직 리그 오브 레전드 프로게이머 진재승.
  - 대한민국의 바이올리니스트 임지영.
  - 일본의 배우, 아이돌 카와에이 리나. (AKB48)
- 2월 13일 - 대한민국의 야구 선수 이건욱.
- 2월 14일 - 대한민국의 전직 스타크래프트 II 프로게이머 김승철.
- 2월 15일
  - 대한민국의 배우 고민시.
  - 미국의 래퍼 메건 더 스탤리언.
  - 독일의 축구 선수 자라 데브리츠.
  - 대한민국의 배우 장서연.
- 2월 16일 - 일본의 배우 마츠오카 마유.
- 2월 17일
  - 미국의 테니스 선수 매디슨 키스.
  - 대한민국의 미스코리아 이수연.
- 2월 18일
  - 네덜란드의 축구 선수 나탄 아케.
  - 미국의 테니스 선수 서맨사 크로퍼드.
  - 아이슬란드의 축구 선수 루나르 알렉스 루나르손.
  - 중화민국의 스피드스케이팅 선수 천잉주
- 2월 19일 - 세르비아의 농구 선수 니콜라 요키치.
- 2월 20일
  - 튀르키예의 태권도 선수 나피아 쿠시.
  - 대한민국의 드럼연주가 석정인.
- 2월 21일
  - 대한민국의 배우 이태환 (서프라이즈).
  - 대한민국의 축구 선수 김민성.
- 2월 22일 - 대한민국의 축구 선수 김건희.
- 2월 23일 - 미국의 육상 선수 밸러리 올먼.
- 2월 24일 - 대한민국의 가수 지유.
- 2월 25일
  - 대한민국의 가수 도코 (시적화자).
  - 대한민국의 배우 박서은.
- 2월 26일 - 대한민국의 축구 선수 김혜영.
- 2월 27일
  - 대한민국의 가수 리키 (틴탑).
  - 대한민국의 배우 이연.
  - 대한민국의 리그 오브 레전드 프로게이머 보노.
  - 세르비아의 축구 선수 세르게이 밀린코비치사비치.
  - 체코의 축구 선수 토마시 소우체크.
- 2월 28일
  - 대한민국의 배우 방효린.
  - 대한민국의 가수 유회승 (엔플라잉).
  - 대한민국의 리그 오브 레전드 프로게이머 크라운.
  - 대한민국의 배구 선수 한다혜.
  - 대한민국의 배우 이유진.

### 3월
- 3월 1일 - 대한민국의 가수 이준용 (느와르).
- 3월 2일 - 대한민국의 배우 김주영.
- 3월 3일
  - 대한민국의 가수 홍지윤.
  - 대한민국의 전 야구 선수 차명진.
- 3월 4일
  - 대한민국의 가수 주호.
  - 대한민국의 전직 스타크래프트 프로게이머 박진석.
- 3월 5일 - 일본의 배우 시손 준.
- 3월 6일
  - 대한민국의 전 가수 민하람. (파이브돌스)
  - 일본의 가수 아이묭.
  - 영국의 배우 로지 데이.
- 3월 7일
  - 대한민국의 리그 오브 레전드 프로게이머 임팩트.
  - 대한민국의 축구 선수 김선빈.
  - 일본의 가수, 배우 키쿠치 후마.
  - 미국의 배우 헤일리 루 리처드슨.
  - 이탈리아의 사격 선수 가브리엘레 로세티.
- 3월 8일
  - 대한민국의 배우 김도완.
  - 대한민국의 연극배우, 뮤지컬 배우 박도화.
- 3월 9일
  - 대한민국의 전 리그 오브 레전드 프로게이머 세라프.
  - 아르헨티나의 축구 선수 앙헬 코레아.
  - 필리핀의 배우, 가수 벨 바리아.
- 3월 10일
  - 일본의 배우 사쿠마 유이.
  - 대한민국의 배구 선수 정지석.
  - 대한민국의 국악인 이아진.
- 3월 11일 - 미국의 싱어송라이터 사샤 슬론.
- 3월 12일
  - 대한민국의 배구 선수 공윤희.
  - 대한민국의 래퍼 해쉬스완.
  - 대한민국의 바둑 기사 이동휘.
- 3월 13일
  - 대한민국의 축구 선수 강현무.
  - 대한민국의 농구 선수 양인영.
  - 미국의 싱어송라이터 젤라 데이.
- 3월 14일
  - 대한민국의 배우 박지빈.
  - 대한민국의 축구 선수 김상우.
- 3월 15일
  - 대한민국의 배우 이준영.
  - 일본의 성우 토요타 모에.
  - 대한민국의 가수 마독스.
  - 대한민국의 가수 체리콕.
  - 일본의 가수 아리야스 모모카.
  - 대한민국의 축구 선수 최경록.
- 3월 16일 - 대한민국의 가수, 작곡가 길대호.
- 3월 17일
  - 대한민국의 가수 손진욱.
  - 대한민국의 가수 쟈쟈.
- 3월 18일 - 일본의 아이돌 야다리사코.
- 3월 19일
  - 스페인의 축구 선수 엑토르 베예린.
  - 대한민국의 모델, 배우 양유진.
- 3월 20일
  - 대한민국의 가수 Kei (러블리즈).
  - 캐나다의 배우 서맨사 와인스틴. (~2023년)
- 3월 21일 - 대한민국의 전 가수 서은교.
- 3월 22일 - 대한민국의 광고인 유진석.
- 3월 23일 - 튀르키예의 축구 선수 오잔 투판.
- 3월 24일
  - 대한민국의 기상캐스터 한가현.
  - 프랑스의 축구 선수 엔조 지단.
  - 대한민국의 리그 오브 레전드 프로게이머 헬퍼.
  - 미국의 레슬링 선수 카일 스나이더.
  - 이탈리아의 축구 선수 루카 레체리니.
- 3월 25일 - 대한민국의 가수 임연.
- 3월 26일 - 대한민국의 드럼연주가 노윤영.
- 3월 27일 - 미국의 쇼트트랙 선수 존헨리 크루거.
- 3월 28일 - 일본의 만화가 미우라 코지.
- 3월 29일
  - 대한민국의 배우 최정우.
  - 미국의 배우 마크 무소.
- 3월 30일 - 잉글랜드의 배우 시몬 애슐리.
- 3월 31일
  - 대한민국의 정치인 박은수.
  - 대한민국의 가수, 작사가 오스틴.

### 4월
- 4월 1일
  - 대한민국의 전직 스타크래프트 프로게이머 이동녕 (FXOpen).
  - 미국의 프로레슬링 선수 로건 폴.
- 4월 2일 - 대한민국의 가수 재연.
- 4월 3일
  - 대한민국의 전 야구 선수 이태훈.
  - 프랑스의 축구 선수 아드리앵 라비오.
  - 프랑스의 펜싱 선수 사라 발제르.
  - 일본의 축구 선수 사와이 나오토.
- 4월 4일 - 체코의 테니스 선수 바르보라 슈테프코바.
- 4월 5일
  - 대한민국의 배우 기도훈.
  - 대한민국의 뮤지컬 배우 강은일.
  - 대한민국의 배우 김하림.
- 4월 6일
  - 일본의 가수, 배우 모리모토 류타로 (Hey! Say! JUMP).
  - 대한민국의 래퍼 윤훼이.
- 4월 7일 - 대한민국의 수영 선수 임태정.
- 4월 8일
  - 미국의 양궁 선수 잭 개릿.
  - 일본의 성우, 배우 시라이시 하루카.
- 4월 9일
  - 대한민국의 배우 김다미.
  - 대한민국의 가수 보라미유.
- 4월 10일 - 대한민국의 연극배우 이광호.
- 4월 11일
  - 대한민국의 배우 이도현.
  - 벨기에의 모델 유미 랑베르.
  - 대한민국의 래퍼 장문복.
  - 잉글랜드의 유튜버, 싱어송라이터 도디 클라크.
- 4월 12일
  - 대한민국의 스타그래프트 프로게이머 최성일.
  - 대한민국의 리그 오브 레전드 프로게이머 픽서.
- 4월 13일 - 대한민국의 배우 채희.
- 4월 14일 - 대한민국의 배드민턴 선수 이민지.
- 4월 15일 - 대한민국의 가수 김남주 (에이핑크).
- 4월 16일 - 대한민국의 가수 강승식 (빅톤).
- 4월 17일
  - 대한민국의 가수 휘인 (마마무).
  - 대한민국의 배우 안효섭.
  - 일본의 성우 겸 가수 사가라 마유.
  - 영국의 배우 피비 디네버.
- 4월 18일
  - 벨기에의 축구 선수 디보크 오리기.
  - 대한민국의 양궁 선수 이승윤.
  - 대한민국의 배우, 모델 조혜주.
- 4월 19일
  - 대한민국의 기상캐스터 전하린.
  - 일본의 배우 류신.
- 4월 20일
  - 도미니카 공화국의 역도 선수 크리스메리 산타나.
  - 대한민구의 영화배우 김현호.
- 4월 21일 - 대한민국의 배우 고말숙.
- 4월 22일 - 브라질의 축구 선수 호난.
- 4월 23일
  - 대한민국의 배우 윤예주.
  - 미국의 모델 지지 하디드.
- 4월 24일 - 대한민국의 쌍둥이 가수 영민, 광민 (보이프렌드).
- 4월 25일 - 대한민국의 가수 전현재.
- 4월 26일 - 필리핀의 배우 다니엘 파디야.
- 4월 27일 - 오스트레일리아의 테니스 선수 닉 키리오스.
- 4월 28일
  - 대한민국의 배우 신윤정.
  - 대한민국의 야구 선수 심우준. (KT 위즈)
  - 미국의 싱어송라이터 멜라니 마르티네즈.
- 4월 29일
  - 대한민국의 축구 선수 김기수.
  - 일본의 축구 선수 기타가와 고헤이.
  - 대한민국의 골프 선수 서연정.
- 4월 30일 - 대한민국의 연극배우 김수인.

### 5월
- 5월 1일 - 대한민국의 가수 미미 (오마이걸).
- 5월 2일
  - 대한민국의 가수 육성재 (비투비).
  - 대한민국의 가수 테종.
  - 중화인민공화국 태생 대한민국의 탁구 선수 이은혜.
- 5월 3일
  - 대한민국의 배우 유주은. (~2022년)
  - 대한민국의 배우 김하연.
  - 미국의 야구 선수 오스틴 메도스.
  - 프랑스의 자동차경주 선수 아드리앵 푸르모.
- 5월 4일
  - 대한민국의 가수 허찬 (빅톤).
  - 대한민국의 가수, 배우 안예인.
- 5월 5일
  - 대한민국의 배우 왕재민.
  - 대한민국의 가수 영은.
- 5월 6일 - 대한민국의 힙합 아티스트 원슈타인.
- 5월 7일
  - 대한민국의 야구 선수 하영민.
  - 대한민국의 축구 선수 이성재.
  - 미국의 육상 선수 프레드 컬리.
- 5월 8일
  - 대한민국의 가수 정화 (EXID).
  - 대한민국의 배우 김혜준.
  - 대한민국의 배우 한지안.
  - 대한민국의 뮤지컬 배우 황지호.
  - 일본의 축구 선수 다무라 료스케.
- 5월 9일
  - 대한민국의 배드민턴 선수 채유정.
  - 일본의 영화 배우 미조구치 타쿠야.
- 5월 10일 - 대한민국의 가수 추화정.
- 5월 11일 - 대한민국의 가수 종운 (블랙식스).
- 5월 12일
  - 벨기에의 축구 선수 엘커 판 호르프.
  - 일본의 아이돌 나카니시 치요리. (AKB48)
- 5월 13일 - 대한민국의 배우 한다솔.
- 5월 14일
  - 대한민국의 연극배우 이한아.
  - 홍콩의 펜싱 선수 주가몽.
- 5월 15일 - 대한민국의 발레무용가 최예림.
- 5월 16일
  - 대한민국의 가수 지키 (블랙식스).
  - 대한민국의 배우 백승도.
- 5월 17일 - 대한민국의 배우 이명준.
- 5월 18일 - 브라질의 축구 선수 탈리스 리마 지 콘세이상 페냐. (~2019년)
- 5월 19일
  - 대한민국의 가수 시우 (더스틴).
  - 대한민국의 가수 해인 (라붐).
  - 미국 태생 대한민국의 야구 선수 로니 도슨.
  - 대한민국의 배우 강태주.
- 5월 20일
  - 대한민국의 야구 선수 이진석. (SK 와이번스)
  - 대한민국의 축구 선수 서지연.
- 5월 22일
  - 대한민국의 바둑캐스터 이유민.
  - 대한민국의 리그 오브 레전드 프로게이머 베리타스.
- 5월 23일
  - 대한민국의 가수 김상균 (탑독, JBJ).
  - 대한민국의 피겨 스케이팅 선수 감강찬.
- 5월 24일
  - 대한민국의 배우 한민.
  - 일본의 수영 선수 이가라시 지히로.
- 5월 25일 - 스페인의 축구 선수 호세 루이스 가야.
- 5월 26일
  - 대한민국의 배우 이예림.
  - 대한민국의 야구 선수 백승현.
  - 대한민국의 배우 정건주.
- 5월 27일 - 대한민국의 배구 선수 이아청.
- 5월 28일 - 대한민국의 가수 이연.
- 5월 29일 - 코트디부아르의 축구 선수 니콜라 페페.
- 5월 30일 - 대한민국의 인플루언서 이소연.
- 5월 31일 - 일본의 축구 선수 안자이 고키.

### 6월
- 6월 1일
  - 대한민국의 전직 리그 오브 레전드 프로게이머 박재하.
  - 일본의 아이돌 마에다 아미.
  - 체코의 사격 선수 페트르 님부르스키.
- 6월 2일 - 대한민국의 배구 선수 하승우.
- 6월 3일
  - 대한민국의 전 야구 선수 이호연.
  - 대한민국의 리그 오브 레전드 프로게이머 진성민.
- 6월 4일 - 대한민국의 가수 빛새온.
- 6월 5일
  - 오스트레일리아의 가수, 작곡가, 배우, 유튜버 트로이 시반.
  - 대한민국의 야구 선수 박찬호.
  - 말리의 축구 선수 아다마 트라오레.
- 6월 6일 - 대한민국의 방송인 오현민.
- 6월 7일
  - 대한민국의 가수 주은 (다이아).
  - 대한민국의 전 리그 오브 레전드 프로게이머 임프.
- 6월 8일
  - 대한민국의 래퍼 김종현 (뉴이스트).
  - 프랑스의 축구 선수 페를랑 멘디.
- 6월 9일
  - 대한민국의 트로트 가수 김희재.
  - 대한민국의 축구 선수 민유경.
  - 대한민국의 군인 출신 인터넷 방송인 덱스.
- 6월 10일 - 대한민국의 모델 이의수. (~2017년)
- 6월 12일 - 대한민국의 야구 선수 배병옥.
- 6월 13일 - 대한민국의 앵커 김예은.
- 6월 14일 - 대한민국의 가수 최찬이 (더 맨 블랙).
- 6월 15일
  - 대한민국의 래퍼 버피 (매드타운).
  - 케냐의 육상 선수 이매뉴얼 코리르.
  - 대한민국의 유튜버 문복희.
- 6월 16일
  - 대한민국의 배우 주다영.
  - 대한민국의 래퍼 희현 (다이아).
  - 대한민국의 농구 선수 이우정.
  - 조선민주주의인민공화국의 김정남의 서장자 김한솔.
  - 일본의 배우 아카오 히카루.
- 6월 17일
  - 대한민국의 작곡가 박수완.
  - 프랑스의 축구 선수 클레망 랑글레.
- 6월 18일
  - 대한민국의 전 가수 호.
  - 스페인의 축구 선수 마리오 에르모소.
  - 일본의 아이돌, 배우 마츠무라 호쿠토.
  - 대한민국의 가수 최향.
- 6월 19일
  - 대한민국의 가수 박아론 (W24).
  - 대한민국의 야구 선수 유희운. (KT 위즈)
  - 대한민국의 전직 리그 오브 레전드 프로게이머 데이드림.
  - 대한민국의 유튜브 슈기.
- 6월 20일
  - 대한민국의 배우 이지원.
  - 대한민국의 배구 선수 최양비.
  - 대한민국의 배구 선수 김예지.
- 6월 21일
  - 대한민국의 음악 프로듀서 BOYCOLD.
  - 일본의 배우, 모델 바바 후미카.
  - 대한민국의 배우 김동규.
- 6월 22일 - 대한민국의 모델 김아영.
- 6월 23일 - 대한민국의 연극배우 한지아.
- 6월 24일 - 대한민국의 가수 SUN (BXK).
- 6월 25일 - 대한민국의 배우 유재이.
- 6월 26일 - 대한민국의 야구 선수 정주후.
- 6월 27일 - 대한민국의 야구 선수 조이현.
- 6월 28일
  - 대한민국의 골프 선수 김시우.
  - 대한민국의 농구 선수 안영준.
  - 일본의 야구 선수 세키네 다이키.
  - 벨기에의 축구 선수 자종 드나예.
  - 말리의 프로 축구 선수 아다마 트라오레.
- 6월 29일
  - 대한민국의 배우 최리.
  - 대한민국의 발로란트 프로게이머 에스더.
  - 일본의 야구 선수 오타케 고타로.
- 6월 30일 - 일본의 성우 카스가 노조미.

### 7월
- 7월 1일
  - 대한민국의 가수 태용 (NCT).
  - 일본의 전 프로 야구 선수 미야다이 고헤이.
- 7월 2일
  - 일본의 아이돌 가수 카나자와 토모코.
  - 미국의 수영 선수 라이언 머피.
- 7월 3일
  - 대한민국의 래퍼 먼치맨.
  - 대한민국의 힙합 래퍼 겸 프로듀서 제레미 퀘스트.
  - 프랑스의 축구 선수 마이크 메냥.
  - 대한민국의 리그 오브 레전드 프로게이머 노바.
- 7월 4일
  - 미국의 래퍼, 가수 포스트 말론.
  - 대한민국의 래퍼 릴러말즈.
  - 대한민국의 전직 리그 오브 레전드 프로게이머 레인오버.
- 7월 5일
  - 대한민국의 가수 혁 (빅스).
  - 인도의 배드민턴 선수 푸사를라 벵카타 신두.
- 7월 6일
  - 대한민국의 가수 백진.
  - 대한민국의 방송인 겸 모델 이세용.
- 7월 7일 - 대한민국의 골프 선수 고진영.
- 7월 9일
  - 대한민국의 인터넷 방송인 티티.
  - 대한민국의 축구 선수 이준용.
- 7월 10일
  - 일본의 가수 신가키 유토.
  - 노르웨이의 축구 선수 아다 헤게르베르그.
  - 대한민국의 가수, 성악가 고우림.
  - 대한민국의 전 가수 후.
- 7월 11일
  - 대한민국의 야구 선수 채원후.
  - 대한민국의 전 리그 오브 레전드 프로게이머 스윗.
  - 대한민국의 바이올린연주자 이지은.
- 7월 12일
  - 대한민국의 배우 고은새.
  - 영국의 축구 선수 루크 쇼.
  - 프랑스의 유도 선수 아망딘 뷔샤르.
  - 대한민국의 아나운서 배지현.
- 7월 13일
  - 대한민국의 가수 문빛.
  - 대한민국의 희극인 이정인.
  - 미국의 야구 선수 코디 벨린저.
  - 오스트레일리아의 농구 선수 단테 엑섬.
- 7월 14일
  - 대한민국의 골프 선수 김효주.
  - 대한민국의 배구 선수 김인혁. (~2022년)
  - 대한민국의 가수 백아.
  - 독일의 축구 선수 세르주 그나브리.
- 7월 15일
  - 대한민국의 가수 강마음.
  - 잉글랜드의 축구 선수 맷 그라임스.
- 7월 16일 - 대한민국의 가수 세진.
- 7월 17일 - 대한민국의 배우 남가현.
- 7월 18일 - 대한민국의 배우 장성범.
- 7월 19일
  - 대한민국의 배우 박한솔.
  - 일본의 성우 야마시타 나나미.
- 7월 20일 - 대한민국의 영화감독, 시나리오 작가 이하정.
- 7월 21일
  - 대한민국의 가수 백호 (뉴이스트).
  - 대한민국의 래퍼 김심야.
- 7월 22일 - 대한민국의 축구 선수 황현수.
- 7월 23일
  - 대한민국의 가수 화사 (마마무).
  - 일본의 성우 스즈키 아이나.
  - 대한민국의 가수 109.
- 7월 24일
  - 대한민국의 가수 다원 (SF9).
  - 대한민국의 배우 김태민.
- 7월 25일
  - 대한민국의 배우 최재현.
  - 대한민국의 야구 선수 김민우.
- 7월 26일 - 대한민국의 바이올리니스트 양인모.
- 7월 27일 - 대한민국의 아나운서 김민정.
- 7월 28일 - 영국의 가수 브래들리 심슨 (더 뱀프스).
- 7월 29일 - 대한민국의 카누 선수 박주현.
- 7월 30일 - 대한민국의 가수, 기타리스트 케이브라운.
- 7월 31일
  - 대한민국의 래퍼 민우 (보이프렌드).
  - 대한민국의 가수 Y (골든차일드).
  - 대한민국의 야구 선수 김경호.
  - 대한민국의 테너 진원 (테너) (리베란테).

### 8월
- 8월 1일
  - 대한민국의 축구 선수 김문환.
  - 대한민국의 근대5종 경기 선수 전웅태.
  - 대한민국의 리그 오브 레전드 프로게이머 체이서.
  - 일본의 야구 선수 후타키 고타.
  - 필리핀의 권투 선수 아이라 비예가스.
- 8월 2일
  - 대한민국의 가수 진후 (업텐션).
  - 일본의 성우 쿠보타 리사.
- 8월 3일
  - 대한민국의 배드민턴 선수 김나영.
  - 우크라이나의 복싱 선수 올렉산드르 히주냐크.
- 8월 4일
  - 대한민국의 가수 동헌.
  - 미국의 가수, 아나운서 세은 미카엘.
- 8월 5일
  - 덴마크의 축구 선수 피에르에밀 호이비에르.
  - 대한민국의 리그 오브 레전드 프로게이머 루나.
  - 이탈리아의 축구 선수 스테파노 센시.
  - 일본의 성우 나가나와 마리아.
  - 대한민국의 배드민턴 선수 최솔규.
- 8월 7일
  - 대한민국의 래퍼 김승민.
  - 미국의 배우 사샤 카예.
- 8월 8일 - 대한민국의 가수 에스쿱스 (세븐틴).
- 8월 9일
  - 대한민국의 가수 황민현 (뉴이스트, 워너원)
  - 미국의 배우 저스티스 스미스.
  - 일본의 축구 선수 야기시타 다이키.
- 8월 10일
  - 대한민국의 프로게이머 김지성.
  - 러시아의 유도 선수 니야스 일리야소프.
  - 대한민국의 축구 선수 박민규.
- 8월 11일
  - 대한민국의 래퍼 타쿠와.
  - 대한민국의 배드민턴 선수 허광희.
- 8월 12일
  - 대한민국의 가수 영주.
  - 중화민국의 배드민턴 선수 리양.
- 8월 13일 - 프랑스의 축구 선수 프레스넬 킴펨베.
- 8월 14일 - 대한민국의 가수 헤니.
- 8월 15일
  - 대한민국의 가수 김윤수 (W24).
  - 대한민국의 모델 진정선.
  - 대한민국의 피겨 스케이팅 선수 민유라.
  - 일본의 가수 오구라 유이.
  - 중화인민공화국의 태권도 선수 자오솨이.
  - 미국의 래퍼 치프 키프.
  - 일본의 가수 이토 유나.
- 8월 16일
  - 대한민국의 전직 오브 레전드 프로게이머 로어.
  - 대한민국의 농구 선수 허훈.
  - 대한민국의 가수 해빈 (구구단).
  - 대한민국의 가수 루빈.
  - 대한민국의 축구 선수 최정원.
- 8월 17일
  - 미국의 스케이트 선수 그레이시 골드.
  - 일본의 배우 겸 가수 나가오 시즈네.
- 8월 18일
  - 대한민국의 가수 리제.
  - 일본의 전 축구 선수 사카모토 쇼이치로
- 8월 19일
  - 대한민국의 가수 보나 (우주소녀).
  - 대한민국의 가수 희진.
  - 중화인민공화국의 수영 선수 쉬자위.
- 8월 20일
  - 대한민국의 영화감독 이주미.
  - 대한민국의 바둑 기사 김창훈.
- 8월 21일
  - 대한민국의 트로트 가수 박서진.
  - 대한민국의 스타크래프트 프로게이머 홍덕.
- 8월 22일
  - 대한민국의 쇼트트랙 선수 김아랑.
  - 대한민국의 방송인 미미미누.
  - 대한민국의 스타크래프트 프로게이머 박상현.
  - 대한민국의 야구 선수 임동휘. (넥센 히어로즈)
  - 미국의 배우 줄리엣 고글리아.
  - 영국의 가수 두아 리파.
  - 중국의 가수 시카 (피나틱스).
  - 태국의 역도 선수 신파첸 끄루아이통.
- 8월 23일 - 대한민국의 배우 홍진기.
- 8월 24일 - 대한민국의 가수 임영준 (HIGH4).
- 8월 25일
  - 대한민국의 가수 겸 배우 옹성우 (워너원).
  - 대한민국의 가수 도운.
- 8월 26일 - 중국의 가수, 배우 우저한.
- 8월 28일
  - 대한민국의 야구 선수 박광열. (NC 다이노스).
  - 일본의 아이돌 사사키 유카리. (AKB48)
  - 대한민국의 유튜버 꾸몽(팀샐러드).
- 8월 29일 - 대한민국의 배우 이빛나.
- 8월 30일 - 대한민국의 가수 니드.
- 8월 31일 - 대한민국의 가수 루디.

### 9월
- 9월 1일
  - 대한민국의 배우 김민하.
  - 대한민국의 야구 선수 안중열. (롯데 자이언츠)
  - 스페인의 축구 선수 무니르 엘 하다디.
  - 캐나다의 아이스하키 선수 네이선 매키넌.
- 9월 2일
  - 대한민국의 가수 연습생, 마약사범 한서희.
  - 대한민국의 가수 김영조.
- 9월 3일
  - 독일의 축구 선수 니클라스 쥘레.
  - 대한민국의 축구 선수 이지호.
- 9월 4일 - 대한민국의 배우 정민제.
- 9월 5일 - 미국의 배우 캐럴라인 선샤인.
- 9월 6일
  - 대한민국의 야구 선수 임지섭. (LG 트윈스).
  - 대한민국의 축구 선수 김정민.
  - 대한민국의 리그 오브 레전드 프로게이머 마이티베어.
  - 이탈리아의 축구 선수 루카 크레코
- 9월 7일
  - 대한민국의 스타크래프트 프로게이머 김준혁.
  - 일본의 성우 무라카미 나츠미.
- 9월 8일
  - 독일의 축구 선수 율리안 바이글.
  - 스웨덴의 바이애슬론 선수 마르틴 폰실루오마.
- 9월 9일 - 대한민국의 레이싱 모델 김류아.
- 9월 10일
  - 대한민국의 래퍼 디애나.
  - 대한민국의 탁구 선수 장우진.
- 9월 11일
  - 대한민국의 프로게이머 이재선.
  - 대한민국의 야구 선수 이수민.
- 9월 12일
  - 대한민국의 스노보드 선수 이상호.
  - 대한민국의 축구 선수 장성재.
  - 대한민국의 농구 선수 신지현.
  - 대한민국의 배우 송지혁.
  - 미국의 배우, 성우 라이언 포터.
- 9월 13일 - 대한민국의 가수 김태훈.
- 9월 14일
  - 대한민국의 가수 안지영 (볼빨간사춘기).
  - 대한민국의 태권도 선수 심재영.
- 9월 15일 - 대한민국의 리그 오브 레전드 프로게이머 프로핏.
- 9월 16일 - 대한민국의 야구 선수 이재림.
- 9월 17일
  - 대한민국의 배우 남지현.
  - 대한민국의 가수 유아 (오마이걸).
  - 일본의 배우, 아이돌 야마구치 마호.
- 9월 18일
  - 미국의 가수 메건 리.
  - 일본의 배우 스기노 요스케.
- 9월 19일
  - 대한민국의 배우 서이연.
  - 일본의 애니메이터 히라야마 칸나.
- 9월 20일 - 스페인의 축구 선수 알렉스 그리말도.
- 9월 21일 - 대한민국의 축구 선수 이다원.
- 9월 22일 - 대한민국의 가수 나연 (트와이스).
- 9월 23일
  - 미국의 펜싱 선수 일라이 더슈위츠.
  - 일본의 축구 선수 히로세 리쿠토.
- 9월 24일 - 대한민국의 골프 선수 김진미.
- 9월 25일
  - 대한민국의 가수 황현조.
  - 멕시코의 싱어송라이터, 배우 소피아 레예스.
- 9월 26일
  - 대한민국의 가수 앤제이 (씨리얼).
  - 일본의 성우 후카가와 세리아.
  - 대한민국의 배우 최라진.
- 9월 27일
  - 대한민국의 가수 권은비 (아이즈원).
  - 스웨덴의 배우 리나 레안데르손.
  - 대한민국의 현직 아나운서 정채운.
- 9월 28일
  - 대한민국의 전직 리그 오브 레전드 프로게이머 권지민.
  - 대한민국의 배우 김보라.
  - 대한민국의 레슬링 선수 정한재.
- 9월 29일
  - 대한민국의 모델 박재연.
  - 가나의 축구 선수 조셉 아이두.
  - 일본의 배우 키시 유타.
  - 미국의 배우 사샤 레인.
- 9월 30일
  - 대한민국의 모델, 배우 임보라.
  - 대한민국의 야구 선수 임병욱.
  - 대한민국의 뮤지컬 배우 조환지.

### 10월
- 10월 1일
  - 대한민국의 가수 시연 (드림캐쳐).
  - 대한민국의 야구 선수 김동우.
- 10월 2일 - 대한민국의 배우 채리은.
- 10월 3일
  - 대한민국의 가수 우예린.
  - 대한민국의 야구 선수 김범수.
- 10월 4일 - 대한민국의 가수 정한 (세븐틴).
- 10월 5일 - 대한민국의 농구 선수 김채은.
- 10월 6일
  - 대한민국의 가수 케이시.
  - 대한민국의 스타크래프트 프로게이머 박령우.
  - 대한민국의 배우, 미스코리아 김예린.
- 10월 7일
  - 대한민국의 야구 선수 김태진.
  - 영국의 축구 선수 로이드 존스.
- 10월 8일 - 일본의 아이돌, 방과후 프린세스의 멤버, 그라비아 모델 나가사와 마리나.
- 10월 9일 - 대한민국의 스피드 스케이팅 선수 김준호.
- 10월 10일
  - 대한민국의 가수 오승희 (CLC).
  - 일본의 싱어송라이터, 성우 오오츠카 사에.
- 10월 11일
  - 대한민국의 역도 선수 진윤성.
  - 대한민국의 축구 선수 박재우, 박성우.
- 10월 12일
  - 대한민국의 배우 연제형.
  - 일본의 배우 오기노 카린.
- 10월 13일
  - 대한민국의 가수 지민 (방탄소년단).
  - 대한민국의 축구 선수 박진섭.
- 10월 14일
  - 대한민국의 수영 선수 안세현.
  - 대한민국의 배우 신윤주.
  - 대한민국의 범죄자 조주빈.
- 10월 15일
  - 대한민국의 골프 선수 백규정.
  - 대한민국의 야구 선수 장민호.
- 10월 16일
  - 대한민국의 펜싱 선수 박상영.
  - 일본의 그라비아 아이돌 아마키 쥰.
  - 일본의 아이돌 니시가타 마리나. (NGT48)
- 10월 17일
  - 대한민국의 야구 선수 김하성. (키움 히어로즈)
  - 대한민국의 가수 미소 (글램).
  - 대한민국의 배우 김채은.
- 10월 18일
  - 대한민국의 가수 빈센스.
  - 일본의 수영 선수 오하시 유이.
- 10월 19일
  - 대한민국의 전 프로게이머 강하운.
  - 대한민국의 범죄자 문형욱.
- 10월 20일 - 대한민국의 가수 니후.
- 10월 21일
  - 대한민국의 축구 선수 김동현.
  - 미국의 래퍼, 가수 도자 캣.
  - 중국의 배우 쑨자위.
  - 일본의 가수 쿠로키 호노카.
- 10월 22일
  - 네덜란드의 수영 선수 아르노 카밍아.
  - 대한민국의 가수, 유튜버 류민희.
- 10월 23일
  - 대한민국의 축구 선수 박진섭.
  - 대한민국의 뮤지컬 배우, 연극배우 윤민형.
- 10월 24일 - 대한민국의 배우 송지원.
- 10월 25일
  - 대한민국의 전직 크레이지레이싱 프로게이머 이재인.
  - 대한민국의 축구 선수 김철호.
- 10월 26일
  - 일본의 가수 유타 (NCT).
  - 대한민국의 전 리그 오브 레전드 프로게이머 사석찬.
  - 대한민국의 가수 나카모토 유타. (NCT)
- 10월 27일
  - 대한민국의 레이싱모델 한리나.
  - 대한민국의 배우 김한비.
- 10월 28일
  - 대한민국의 가수 안예슬.
  - 일본의 가수 마츠다 미코 (허니팝콘).
- 10월 29일
  - 대한민국의 배구 선수 이인희.
  - 캐나다의 유도 선수 크리스타 데구치.
  - 필리핀의 권투 선수 에우미르 마르시알.
- 10월 30일
  - 대한민국의 전직 리브 오브 레전드 프로게이머 미믹.
  - 대한민국의 전 축구 선수 이슬기.
  - 일본의 배우 마츠다 루카.
  - 일본의 성우 와카이 유우키.
- 10월 31일 - 대한민국의 가수 김지애.

### 11월
- 11월 1일
  - 러시아의 리듬 체조 선수 마르가리타 마문.
  - 대한민국의 가수, 작곡가 보이샘.
- 11월 2일
  - 일본의 성우 아키나.
  - 일본의 프로 야구 선수 다카하시 레이.
- 11월 3일
  - 대한민국의 가수 렌 (뉴이스트).
  - 미국의 모델 켄들 제너.
  - 프랑스의 사격 선수 장 키캉푸아.
- 11월 4일 - 대한민국의 배우 권소이.
- 11월 5일 - 대한민국의 배우 신도현.
- 11월 6일
  - 대한민국의 가수 엑시 (우주소녀).
  - 대한민국의 모델 도연.
  - 대한민국의 축구 선수 김승우.
- 11월 7일 - 일본의 성우 요시오카 마유.
- 11월 8일
  - 대한민국의 축구 선수 윤선호.
  - 일본의 모델, 배우 모모츠키 나시코.
- 11월 9일 - 대한민국의 레슬링 선수 이승찬.
- 11월 10일
  - 대한민국의 배우 이혜인.
  - 캐나다의 프리스타일 스키 선수 루이스 어빙.
- 11월 11일
  - 대한민국의 래퍼 쿤 (업텐션).
  - 대한민국의 전 리그 오브 레전드 프로게이머 퓨리.
  - 대한민국의 배우, 모델 신승호.
- 11월 12일
  - 대한민국의 리그 오브 레전드 프로게이머 투신.
  - 프랑스의 축구 선수 토마 르마르.
- 11월 13일 - 대한민국의 축구 선수 장철용.
- 11월 14일
  - 대한민국의 사격 선수 조은영.
  - 대한민국의 근대5종 선수 이지훈.
- 11월 15일 - 대한민국의 배우 박지예.
- 11월 16일
  - 대한민국의 가수 창조 (틴탑).
  - 대한민국의 가수 MK (온앤오프).
  - 대한민국의 가수 린지.
  - 대한민국의 축구 선수 이창훈.
  - 대한민국의 가수 민균.
  - 대한민국의 리그 오브 레전드 프로게이머 루인.
  - 미국의 배우 노아 그레이 케이비.
- 11월 17일
  - 대한민국의 배우 정선희.
  - 대한민국의 가수 다연.
- 11월 18일
  - 대한민국의 프로게이머 남기웅.
  - 대한민국의 리그 오브 레전드 프로게이머 탱크.
- 11월 19일 - 대한민국의 헤어디자이너 백주희.
- 11월 20일
  - 대한민국의 전 가수, 일반인 박재석.
  - 대한민국의 축구 선수 고민성.
  - 헝가리의 쇼트트랙 선수 류 사오린 샨도르.
- 11월 21일
  - 대한민국의 야구 선수 김민혁 (KT 위즈).
  - 대한민국의 야구 선수 장준원 (LG 트윈스).
- 11월 22일
  - 대한민국의 모델 한슬.
  - 일본의 아이돌 오쿠 마나미.
- 11월 23일 - 대한민국의 배우 겸 가수 김나영 (구구단).
- 11월 24일 - 대한민국의 배우, 유튜버 김유이.
- 11월 26일
  - 대한민국의 가수, 작곡가 세아.
  - 일본의 아이돌 이즈타 리나. (CGM48)
  - 대한민국의 가수, 모델 서연.
- 11월 27일
  - 대한민국의 성우 장예나.
  - 대한민국의 가수 윤용빈.
  - 대한민국의 배우 이세온.
- 11월 28일 - 대한민국의 근대 5종 선수 김세희.
- 11월 29일
  - 일본의 아이돌 아베 마리아.
  - 호주의 배우, 극작가 리브 휴슨.
  - 대한민국의 가수 재민.
- 11월 30일
  - 대한민국의 야구 선수 안규현 (삼성 라이온즈).
  - 대한민국의 야구 선수 박세웅 (롯데 자이언츠).
  - 일본의 성우 코야마 모모요.

### 12월
- 12월 1일 - 대한민국의 연극배우 김민지.
- 12월 2일
  - 대한민국의 배우 겸 모델 이주형.
  - 일본의 성우 미나세 이노리.
- 12월 3일 - 일본의 가수 이리야마 안나.
- 12월 4일
  - 대한민국의 배우 권도형.
  - 대한민국의 야구 선수 유서준.
  - 대한민국의 리그 오브 레전드 프로게이머 파일럿.
  - 대한민국의 가수 조하.
- 12월 5일
  - 프랑스의 축구 선수 앙토니 마르시알.
  - 캐나다의 피겨 스케이팅 선수 케이틀린 오즈먼드.
  - 스페인 태생 잉글랜드의 배우 태즈 스카일러.
- 12월 6일
  - 대한민국의 가수 리오.
  - 대한민국의 축구 선수 윤민호.
- 12월 7일
  - 대한민국의 배우 최성민.
  - 대한민국의 가수, 배우 김소원.
  - 대한민국의 리그 오브 레전드 프로게이머 이병권.
  - 대한민국의 리그 오브 레전드 프로게이머 페닉스.
  - 대한민국의 래퍼 릴체리.
  - 스페인의 축구 선수 산티 미나.
- 12월 8일
  - 대한민국의 가수 아이디.
  - 잉글랜드의 축구 선수 조던 아이브.
- 12월 9일 - 대한민국의 가수 나현 (소나무).
- 12월 10일 - 코소보의 유도 선수 디스트리아 크라스니치.
- 12월 11일 - 대한민국의 가수 신원 (펜타곤).
- 12월 12일
  - 미국의 야구 선수 DJ 피터스.
  - 대한민국의 가수 박지현.
- 12월 13일
  - 영국의 배우 에마 코린.
  - 대한민국의 쇼트트랙 선수 노도희.
- 12월 14일
  - 대한민국의 가수 허찬 (빅톤).
  - 스페인의 축구 선수 알바로 오드리오솔라.
- 12월 15일
  - 대한민국의 배우 연준석.
  - 대한민국의 축구 선수 박세진.
- 12월 16일
  - 대한민국의 스노보드 선수 정해림.
  - 스코틀랜드의 축구 선수 라이언 골드.
- 12월 18일
  - 대한민국의 레이싱 모델 박지은.
  - 대한민국의 가수 임나영 (프리스틴, 아이오아이)
  - 대한민국의 국악인 서의철.
  - 일본의 레슬링 선수 후미타 겐이치로.
  - 체코의 테니스 선수 바르보라 크레이치코바.
- 12월 19일
  - 대한민국의 가수, 배우 신규현.
  - 대한민국의 야구 선수 정선호.
- 12월 20일
  - 대한민국의 전 래퍼 T.K..
  - 대한민국의 야구 선수 이승헌.
- 12월 21일 - 대한민국의 가수 BOBBY (iKON).
- 12월 22일 - 대한민국의 리그 오브 레전드 프로게이머 칸.
- 12월 23일
  - 대한민국의 리그 오브 레전드 프로게이머 위즈덤.
  - 대한민국의 음악가 EDEN.
- 12월 25일
  - 대한민국의 가수 박재정.
  - 대한민국의 가수 임영민 (AB6IX, MXM).
- 12월 26일
  - 대한민국의 가수 도이현 (마이네임).
  - 대한민국의 배우 오현중.
- 12월 27일 - 미국의 배우 티모시 샬라메.
- 12월 28일
  - 대한민국의 유튜버 잠뜰 (CH.DIA).
  - 대한민국의 영화 감독 권수진.
  - 대한민국의 생명정보학자 유효정.
- 12월 29일
  - 대한민국의 리그 오브 레전드 프로게이머 퓨어.
  - 대한민국의 기계체조 선수 김한솔.
  - 일본의 아이돌 이코마 리나 (노기자카46).
  - 미국의 풋볼 선수 마일스 개럿.
- 12월 30일
  - 대한민국의 가수 뷔 (방탄소년단).
  - 미국의 가수 조슈아 (세븐틴).
  - 대한민국의 축구 선수 김지안.
- 12월 31일
  - 대한민국의 연극배우 박소정.
  - 영국의 배우 나디아 파크스.

### 미상
- 대한민국의 가수 예원.
- 대한민국의 가수 유은.
- 잉글랜드의 축구 선수 롭 홀딩.
- 대한민국의 인터넷 방송인, 유튜버 박민정.
- 대한민국의 배우 이다혜.
- 대한민국의 미스코리아 이수연.
- 대한민국의 가수 하얀.
- 대한민국의 대구광역시 수성구의원 김경민.
- 대한민국의 하키 선수 조혜진.

## 사망

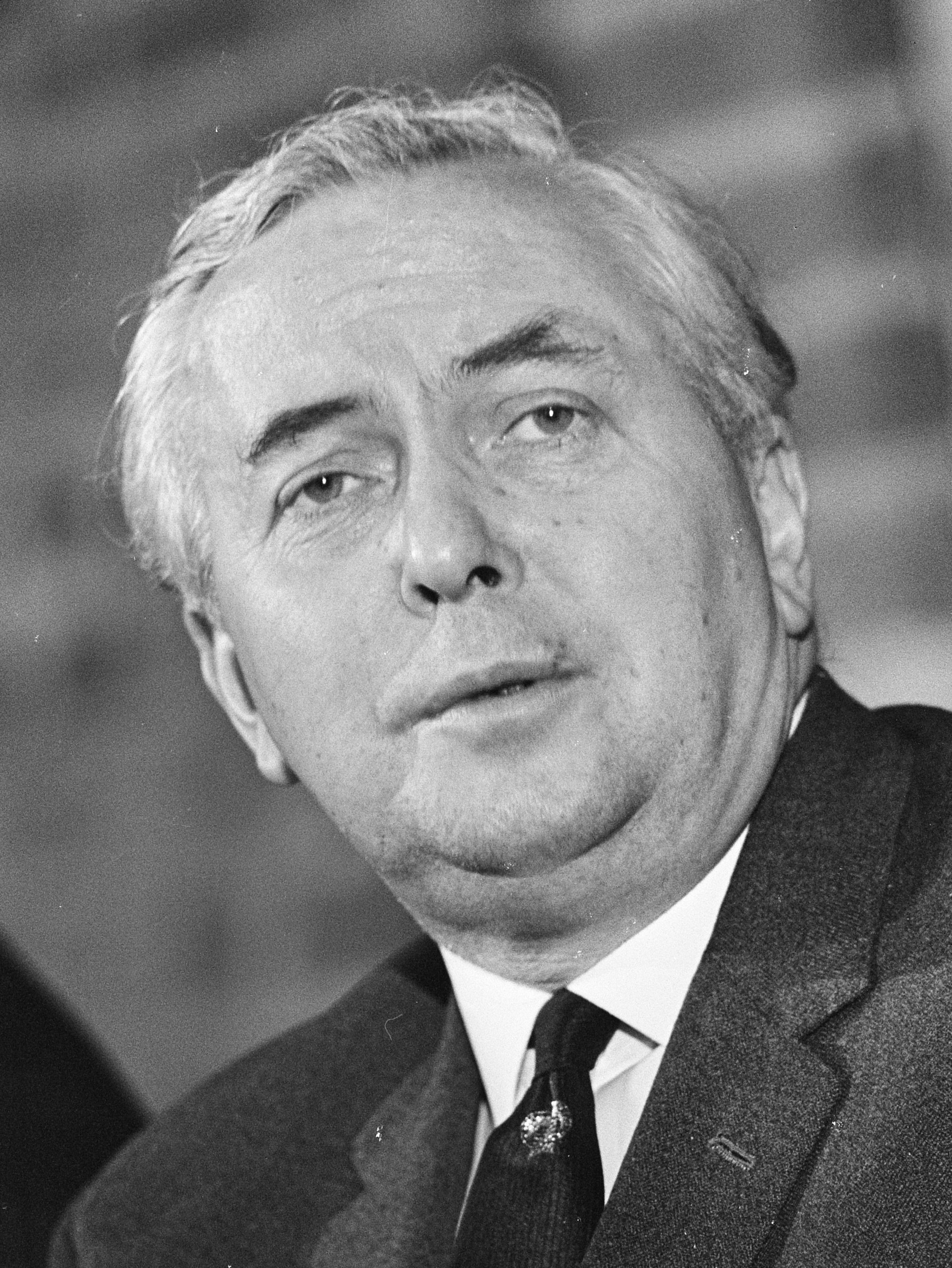
해럴드 윌슨

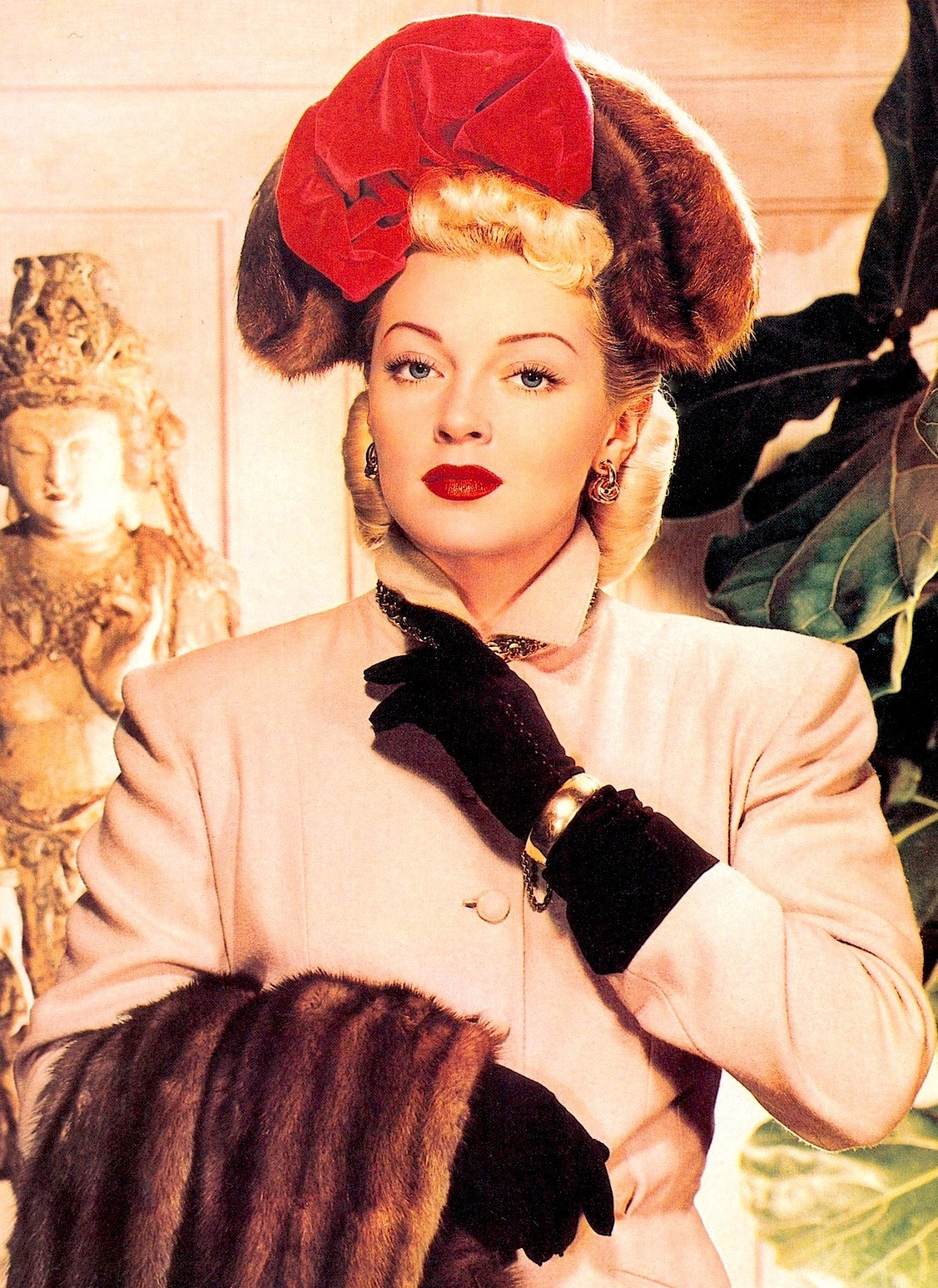
라나 터너

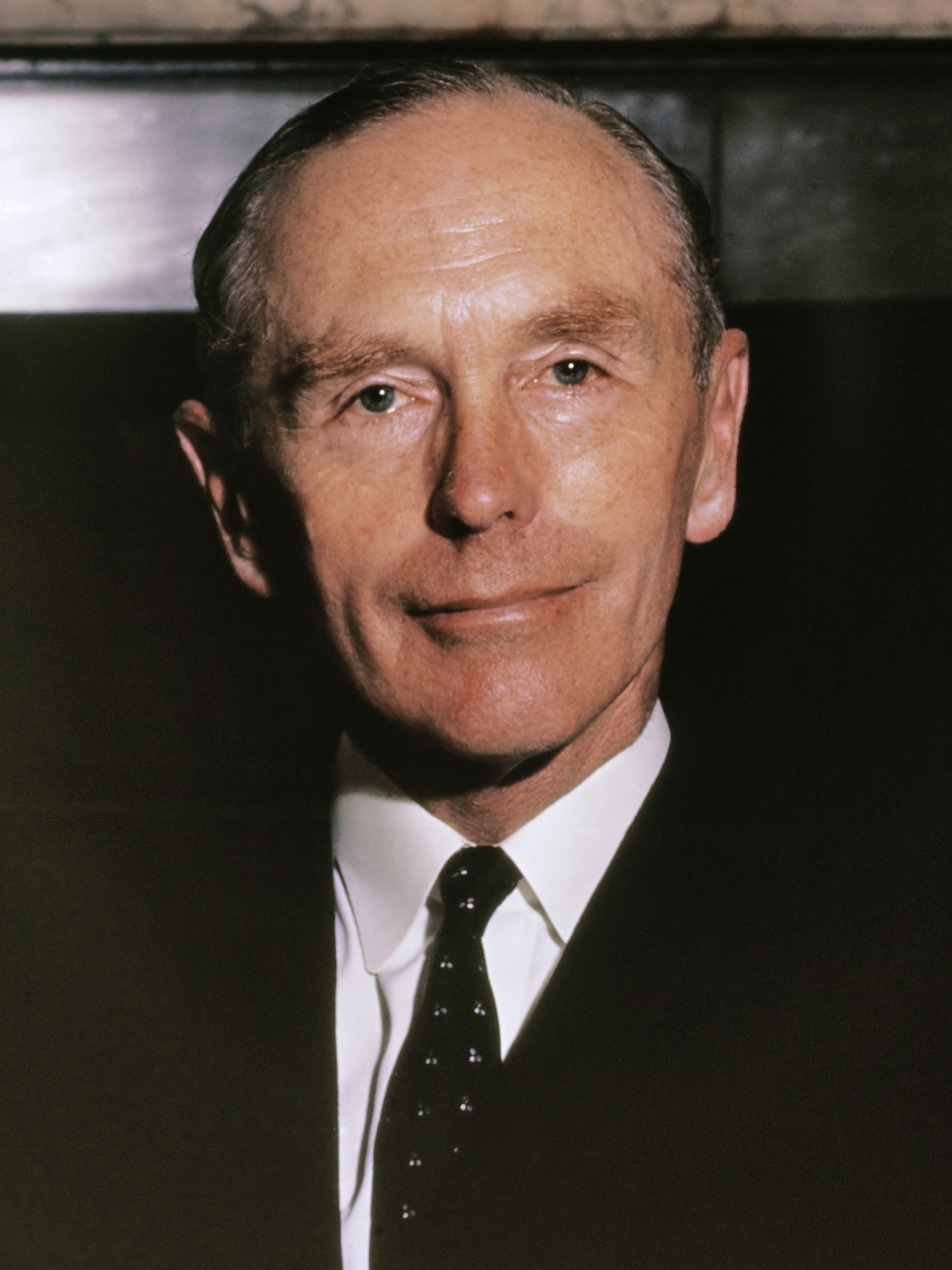
앨릭 더글러스흄

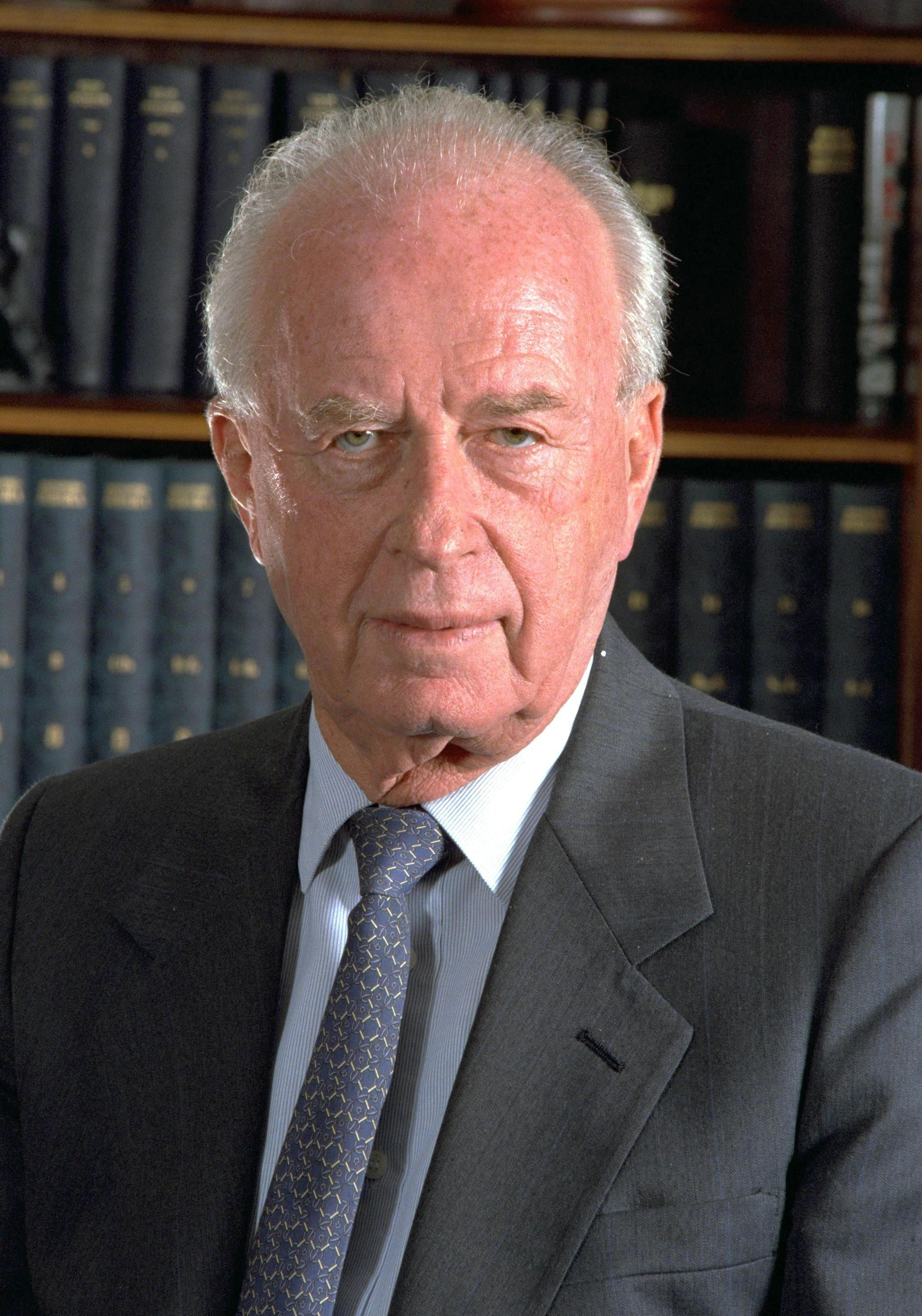
이츠하크 라빈

### 1월
- 1월 29일 - 대한민국의 레슬링 선수 송성일. (1969년~)

### 2월
- 2월 4일 - 미국의 작가, 소설가 퍼트리샤 하이스미스. (1921년~)
- 2월 25일 - 조선민주주의인민공화국의 군인 오진우. (1917년~)

### 3월
- 3월 7일 - 대한민국의 안과 의사, 타자기 연구가, 국어학자 공병우. (1907년~)
- 3월 14일 - 미국의 천문학자 윌리엄 앨프리드 파울러. (1911년~)
- 3월 17일 - 대한민국의 작곡가, 음악가 길옥윤. (1927년~)
- 3월 31일 - 미국의 싱어송라이터 셀레나. (1971년~)

### 4월
- 4월 17일 - 대한민국의 국악인, 판소리 명창 김소희. (1917년~)
- 4월 25일 - 미국의 배우, 가수 진저 로저스. (1911년~)

### 5월
- 5월 8일 - 중화민국의 가수 덩리쥔. (1953년~)
- 5월 24일 - 영국의 정치인, 총리 해럴드 윌슨. (1916년~)

### 6월
- 6월 14일 - 미국의 소설가 로저 젤라즈니. (1937년~)
- 6월 17일 - 대한민국의 시인 겸 소설가 김동리. (1913년~)
- 6월 29일 - 미국의 배우 라나 터너. (1921년~)

### 7월
- 7월 4일 - 미국의 화가 밥 로스. (1942년~)
- 7월 5일 - 일본의 정치인, 총리 대신 후쿠다 다케오. (1905년~)
- 7월 13일 - 대한민국의 교육자 겸 사회사업가 박찬주. (1914년~)
- 7월 16일 - 영국의 문인 스티븐 스펜더. (1909년~)
- 7월 20일 - 독일의 지식인, 정치활동가 에르네스트 만델. (1923년~)

### 8월
- 8월 3일 - 영국, 미국의 배우, 영화감독 이다 루피노. (1918년~)
- 8월 11일 - 미국의 수학자 알론조 처치. (1903년~)
- 8월 13일 - 미국의 야구 선수 미키 맨틀. (1931년~)
- 8월 17일 - 대한민국의 경제학자 박현채. (1934년~)
- 8월 28일 - 독일의 작가 미하엘 엔데. (1929년~)
- 8월 29일 - 프랑스의 작곡가 피에르 막스 뒤부아. (1930년~)

### 9월
- 9월 15일 - 일본의 정치가 와타나베 미치오. (1923년~)

### 10월
- 10월 9일 - 영국의 정치인 앨릭 더글러스흄. (1903년~)

### 11월
- 11월 2일 - 대한민국의 범죄자 최명복. (1957년~)
- 11월 3일 - 대한민국 독일의 작곡가 윤이상. (1917년~)
- 11월 4일 - 이스라엘의 제17,25대 총리, 정치인 이츠하크 라빈. (1922년~)
- 11월 20일 - 대한민국의 가수 김성재. (1972년~)
- 11월 23일 - 프랑스의 영화 감독, 영화각본가, 프로듀서 루이 말. (1932년~)

### 12월
- 12월 25일
  - 대한민국의 외과 의사 장기려. (1911년~)
  - 프랑스의 철학자 에마뉘엘 레비나스. (1906년~)

## 노벨상
- 경제학상: 로버트 E. 루카스 2세
- 문학상: 시머스 히니
- 물리학상: 프레더릭 라이네스,마틴 L. 펄
- 생리학 및 의학상: 에드워드 루이스,에릭 위샤우스,크리스티안네 뉘슬라인 폴하르트
- 평화상: 요세프 로트블라트
- 화학상: 파울 크뤼천,F. 셔우드 폴런드,마리오 몰리나

## 달력
| 1월 |    |    |    |    |    |    |
| 일  | 월 | 화 | 수 | 목 | 금 | 토 |
| 1   | 2  | 3  | 4  | 5  | 6  | 7  |
| 8   | 9  | 10 | 11 | 12 | 13 | 14 |
| 15  | 16 | 17 | 18 | 19 | 20 | 21 |
| 22  | 23 | 24 | 25 | 26 | 27 | 28 |
| 29  | 30 | 31 |    |    |    |    |

| 2월 |    |    |    |    |    |    |
| 일  | 월 | 화 | 수 | 목 | 금 | 토 |
|     |    |    | 1  | 2  | 3  | 4  |
| 5   | 6  | 7  | 8  | 9  | 10 | 11 |
| 12  | 13 | 14 | 15 | 16 | 17 | 18 |
| 19  | 20 | 21 | 22 | 23 | 24 | 25 |
| 26  | 27 | 28 |    |    |    |    |

| 3월 |    |    |    |    |    |    |
| 일  | 월 | 화 | 수 | 목 | 금 | 토 |
|     |    |    | 1  | 2  | 3  | 4  |
| 5   | 6  | 7  | 8  | 9  | 10 | 11 |
| 12  | 13 | 14 | 15 | 16 | 17 | 18 |
| 19  | 20 | 21 | 22 | 23 | 24 | 25 |
| 26  | 27 | 28 | 29 | 30 | 31 |    |

| 4월 |    |    |    |    |    |    |
| 일  | 월 | 화 | 수 | 목 | 금 | 토 |
|     |    |    |    |    |    | 1  |
| 2   | 3  | 4  | 5  | 6  | 7  | 8  |
| 9   | 10 | 11 | 12 | 13 | 14 | 15 |
| 16  | 17 | 18 | 19 | 20 | 21 | 22 |
| 23  | 24 | 25 | 26 | 27 | 28 | 29 |
| 30  |    |    |    |    |    |    |

| 5월 |    |    |    |    |    |    |
| 일  | 월 | 화 | 수 | 목 | 금 | 토 |
|     | 1  | 2  | 3  | 4  | 5  | 6  |
| 7   | 8  | 9  | 10 | 11 | 12 | 13 |
| 14  | 15 | 16 | 17 | 18 | 19 | 20 |
| 21  | 22 | 23 | 24 | 25 | 26 | 27 |
| 28  | 29 | 30 | 31 |    |    |    |

| 6월 |    |    |    |    |    |    |
| 일  | 월 | 화 | 수 | 목 | 금 | 토 |
|     |    |    |    | 1  | 2  | 3  |
| 4   | 5  | 6  | 7  | 8  | 9  | 10 |
| 11  | 12 | 13 | 14 | 15 | 16 | 17 |
| 18  | 19 | 20 | 21 | 22 | 23 | 24 |
| 25  | 26 | 27 | 28 | 29 | 30 |    |

| 7월 |    |    |    |    |    |    |
| 일  | 월 | 화 | 수 | 목 | 금 | 토 |
|     |    |    |    |    |    | 1  |
| 2   | 3  | 4  | 5  | 6  | 7  | 8  |
| 9   | 10 | 11 | 12 | 13 | 14 | 15 |
| 16  | 17 | 18 | 19 | 20 | 21 | 22 |
| 23  | 24 | 25 | 26 | 27 | 28 | 29 |
| 30  | 31 |    |    |    |    |    |

| 8월 |    |    |    |    |    |    |
| 일  | 월 | 화 | 수 | 목 | 금 | 토 |
|     |    | 1  | 2  | 3  | 4  | 5  |
| 6   | 7  | 8  | 9  | 10 | 11 | 12 |
| 13  | 14 | 15 | 16 | 17 | 18 | 19 |
| 20  | 21 | 22 | 23 | 24 | 25 | 26 |
| 27  | 28 | 29 | 30 | 31 |    |    |

| 9월 |    |    |    |    |    |    |
| 일  | 월 | 화 | 수 | 목 | 금 | 토 |
|     |    |    |    |    | 1  | 2  |
| 3   | 4  | 5  | 6  | 7  | 8  | 9  |
| 10  | 11 | 12 | 13 | 14 | 15 | 16 |
| 17  | 18 | 19 | 20 | 21 | 22 | 23 |
| 24  | 25 | 26 | 27 | 28 | 29 | 30 |

| 10월 |    |    |    |    |    |    |
| 일   | 월 | 화 | 수 | 목 | 금 | 토 |
| 1    | 2  | 3  | 4  | 5  | 6  | 7  |
| 8    | 9  | 10 | 11 | 12 | 13 | 14 |
| 15   | 16 | 17 | 18 | 19 | 20 | 21 |
| 22   | 23 | 24 | 25 | 26 | 27 | 28 |
| 29   | 30 | 31 |    |    |    |    |

| 11월 |    |    |    |    |    |    |
| 일   | 월 | 화 | 수 | 목 | 금 | 토 |
|      |    |    | 1  | 2  | 3  | 4  |
| 5    | 6  | 7  | 8  | 9  | 10 | 11 |
| 12   | 13 | 14 | 15 | 16 | 17 | 18 |
| 19   | 20 | 21 | 22 | 23 | 24 | 25 |
| 26   | 27 | 28 | 29 | 30 |    |    |

| 12월 |    |    |    |    |    |    |
| 일   | 월 | 화 | 수 | 목 | 금 | 토 |
|      |    |    |    |    | 1  | 2  |
| 3    | 4  | 5  | 6  | 7  | 8  | 9  |
| 10   | 11 | 12 | 13 | 14 | 15 | 16 |
| 17   | 18 | 19 | 20 | 21 | 22 | 23 |
| 24   | 25 | 26 | 27 | 28 | 29 | 30 |
| 31   |    |    |    |    |    |    |

### 음양력 대조 일람
| 음력월 | 월건 | 대소 | 음력 1일의 양력 월일 | 음력 1일 간지 |
| ------ | ---- | ---- | -------------------- | ------------- |
| 1월    | 무인 | 소   | 1월 31일             | 임술          |
| 2월    | 기묘 | 대   | 3월 1일              | 신묘          |
| 3월    | 경진 | 대   | 3월 31일             | 신유          |
| 4월    | 신사 | 소   | 4월 30일             | 신묘          |
| 5월    | 임오 | 대   | 5월 29일             | 경신          |
| 6월    | 계미 | 대   | 6월 28일             | 경인          |
| 7월    | 갑신 | 소   | 7월 28일             | 경신          |
| 8월    | 을유 | 대   | 8월 26일             | 기축          |
| 윤8월  |      | 소   | 9월 25일             | 기미          |
| 9월    | 병술 | 대   | 10월 24일            | 무자          |
| 10월   | 정해 | 소   | 11월 23일            | 무오          |
| 11월   | 무자 | 소   | 12월 22일            | 정해          |
| 12월   | 기축 | 대   | 1996년 1월 20일      | 병진          |